# За твором Лесі Українки «Лісова пісня» (срібна монета)
«За тво́ром Лес́і Украї́нки „Лісова́ пі́сня“» — срібна ювілейна монета номіналом 20 гривень, випущена Національним банком України. Присвячена 140-річчю від дня народження української поетеси, драматурга, громадської діячки Лесі Українки та 100-річчю написання драми «Лісова пісня». Багатогранний талант Лесі Українки виявився в найрізноманітніших сферах літературної праці — вона була ліриком, драматургом, прозаїком, літературним критиком і публіцистом, перекладачем і фольклористом. Одним з найвизначніших драматичних творів Лесі Українки є драма-феєрія «Лісова пісня», яка побудована на волинському фольклорі.
Монету введено до обігу 28 лютого 2011 року. Вона належить до серії «Українська спадщина».

## Опис та характеристики монети
| Номінал грн. | Метал           | Маса, грам   | Діаметр, мм. | Якість виготовлення | Гурт                           | Тираж, штук |
| ------------ | --------------- | ------------ | ------------ | ------------------- | ------------------------------ | ----------- |
| 20           | срібло (Ag 925) | 62,2 / 67,25 | 50           | пруф                | гладкий із заглибленим написом | 4 000       |

### Аверс
На аверсі монети розміщено: угорі малий Державний Герб України та напис півколом «НАЦІОНАЛЬНИЙ БАНК УКРАЇНИ», ліворуч — роки життя «1871/1913» і портрет Лесі Українки, позолочене перо, над яким напис «Леся/Українка», праворуч — калинову гілку, під якою рік карбування монети — «2011», унизу номінал — «ДВАДЦЯТЬ ГРИВЕНЬ». Елемент оздоблення — локальна позолота (вміст золота в чистоті не менше ніж 0,000287 г).

### Реверс

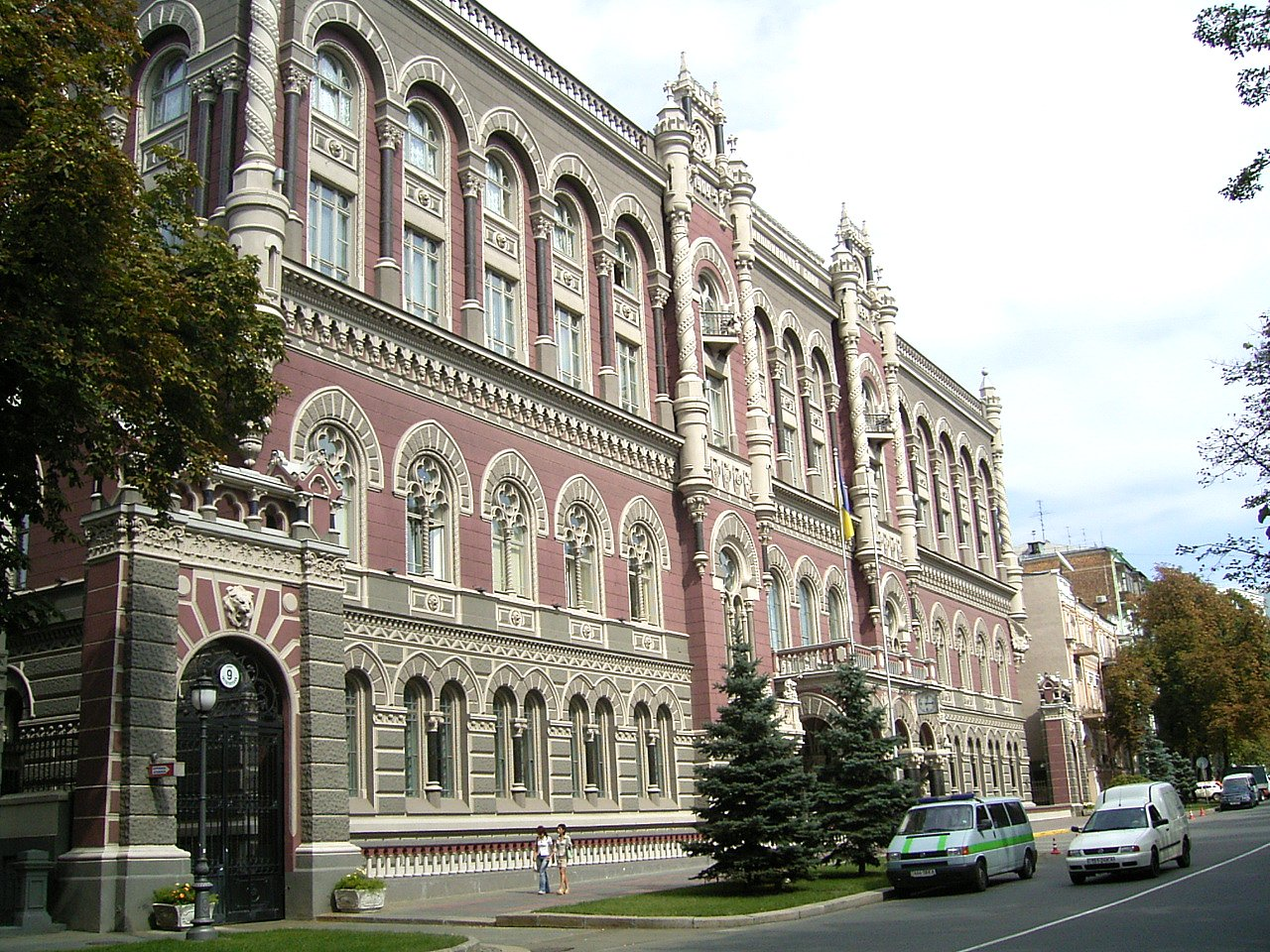
Будівля Національного банку України

На реверсі монети на передньому плані зображено ліричний образ Мавки з гілкою верби в руках, яка є частиною «старезного, густого, предковічного» лісу, на другому плані на дзеркальному тлі зображено Лукаша, який, притулившись до берези, грає на сопілці, під звуки якої прокидається Мавка. Унизу праворуч розміщено напис «ЛІСОВА/ПІСНЯ».

## Автори
- Художники: Таран Володимир, Харук Олександр, Харук Сергій (аверс); Дем'яненко Анатолій (реверс).
- Скульптори: Дем'яненко Володимир, Дем'яненко Анатолій.

## Вартість монети
Ціна монети — 1662 гривні була вказана на сайті Національного банку України у 2016 році.
Фактична приблизна вартість монети, з роками змінювалася так:
| Рік        | 2011  | 2012  | 2013  | 2014  | 2015  | 2016  | 2017  | 2018  | 2019  | 2020  | 2021  | 2022  | 2023  | 2024  | 2025   |
| ---------- | ----- | ----- | ----- | ----- | ----- | ----- | ----- | ----- | ----- | ----- | ----- | ----- | ----- | ----- | ------ |
| Ціна, грн. | 1 100 | 1 150 | 1 150 | 1 300 | 1 650 | 2 000 | 2 300 | 2 100 | 2 000 | 1 950 | 3 500 | 4 200 | 5 000 | 8 700 | 13 500 |